# Soufiane Sahbaoui
Soufiane Sahbaoui (14 d'agost de 1995) és un ciclista professional marroquí, que competeix al calendari de l'UCI Àfrica Tour. Actualment milita a l'equip VIB Bikes.

## Palmarès en carretera
- 2015
  - Vencedor d'una etapa a la Volta a Egipte
- 2016
  - 1r al Trofeu de l'Aniversari
  - Vencedor d'una etapa al Tour de la Costa d'Ivori
  - Vencedor d'una etapa al Gran Premi Chantal Biya

## Palmarès en pista
- 2016
  - Campió d'Àfrica en persecució per equips (amb Abderrahim Aouida, Mohcine El Kouraji i El Mehdi Chokri)